# Naissance en 1942
Naissance
- 1938
- 1939
- 1940
- 1941
- 1942
- 1943
- 1944
- 1945
- 1946

Cette page dresse une liste de personnalités nées au cours de l'année 1942 présentée dans l'ordre chronologique.
La liste des personnes référencées dans Wikipédia est disponible dans la page de la Catégorie: Naissance en 1942.

## Janvier
- 1er janvier :
  - Ian Anthony Hamilton-Smith, 3e baron Colwyn, pair et homme politique († 4 août 2024).
  - Guennadi Sarafanov, cosmonaute soviétique († 29 septembre 2005).
  - Laurence Viennot, physicienne française († 27 août 2022).
- 3 janvier :
  - John Thaw, acteur britannique  († 21 février 2002).
  - Danièle Thompson, scénariste, dialoguiste, réalisatrice et écrivain française.
  - László Sólyom, personnalité politique hongroise († 8 octobre 2023).
- 4 janvier : John McLaughlin, guitariste de jazz anglais.
- 5 janvier : Ferenc Kiss, lutteur hongrois spécialiste de la lutte gréco-romaine († 8 septembre 2015).
- 6 janvier : Guire Poulard, évêque catholique haïtien († 9 décembre 2018).
- 8 janvier :
  - Stephen Hawking, physicien théoricien et cosmologiste britannique († 14 mars 2018).
  - Yvette Mimieux, actrice américain († 18 janvier 2022).
  - Viatcheslav Zoudov, cosmonaute soviétique († 12 juin 2024).
- 9 janvier : 
  - Keith Wright, homme politique et criminel australien († 13 janvier 2015).
  - Lee Kun-hee, homme d'affaires sud-coréen († 25 octobre 2020).
- 10 janvier : Patrice de Nussac, journaliste, critique de cinéma et de variétés et critique gastronomique français († 15 février 2019).
- 11 janvier : František Ševčík, joueur de hockey sur glace tchécoslovaque puis tchèque († 22 juillet 2017).
- 12 janvier :
  - Hedayat Amine Arsala, homme politique afghan.
  - Ramiro de León Carpio, juriste et homme d'État guatémaltèque († 16 avril 2002).
  - Michel Mayor, astrophysicien suisse.
- 13 janvier : Jean-Marie Trappeniers, footballeur belge († 2 novembre 2016).
- 14 janvier :
  - Pierre Albertini, judoka et dirigeant sportif français († 27 janvier 2017).
  - Michael Gwisdek, acteur et réalisateur est-allemand puis allemand († 22 septembre 2020).
- 15 janvier : Amin Demnati, peintre marocain († 10 juillet 1971).
- 16 janvier :
  - René Angélil, impresario québécois, agent et mari de Céline Dion († 14 janvier 2016).
  - Nicole Fontaine, femme politique française († 17 mai 2018).
  - Richard Bohringer, acteur français.
- 17 janvier :
  - Mohamed Ali (Cassius Clay), boxeur américain († 3 juin 2016).
  - Forges, auteur de bande dessinée et dessinateur de presse espagnol († 22 février 2018).
- 18 janvier : Johnny Servoz-Gavin, pilote automobile français († 28 mai 2006).
- 19 janvier : Slim Mahfoudh, acteur tunisien  († 30 juillet 2017).
- 20 janvier : Jean-Marc Nudant, homme politique français († 15 septembre 2015).
- 21 janvier :
  - Mac Davis, auteur-compositeur, chanteur de country et acteur américain († 29 septembre 2020).
  - Ernst Streng, coureur cycliste allemand († 27 mars 1993).
- 22 janvier :
  - Jaime Humberto Hermosillo, acteur, réalisateur, scénariste et producteur de cinéma mexicain († 13 janvier 2020).
  - Amar Laskri, cinéaste algérien († 1er mai 2015).
  - Gerard Unger, typographe, créateur de caractères, enseignant et auteur néerlandais († 23 novembre 2018).
- 24 janvier :
  - Catherine Doléans-Dade, mathématicienne franco-américaine († 19 septembre 2004).
  - Ivo Rudić, footballeur australien († 22 novembre 2009).
- 25 janvier : Alfonso Gagliano, homme politique canadien † 12 décembre 2020).
- 27 janvier :
  - Richard Demarcy, dramaturge et metteur en scène français († 19 août 2018).
  - Paul Quilès, homme politique français († 24 septembre 2021).
- 28 janvier : Hans-Jürgen Bäumler, acteur allemand.
- 29 janvier : Arnaldo Tamayo-Mendez, spationaute cubain.
- 30 janvier : Marty Balin, chanteur américain († 27 septembre 2018).
- 31 janvier : Derek Jarman, acteur, cinéaste, réalisateur, scénariste, directeur de la photographie et monteur britannique († 19 février 1994).

## Février
- 1er février :
  - Claudio Olinto de Carvalho, joueur et entraîneur de football brésilien († 3 septembre 2016).
  - Gabriel Hudon alias Roger Dupuis, troisième décideur en importance dans le premier réseau du Front de libération du Québec en 1963 († 26 mars 2022).
  - Terry Jones, acteur, réalisateur, scénariste, historien et écrivain britannique († 21 janvier 2020).
- 2 février : Bo Hopkins, acteur américain († 28 mai 2022).
- 3 février : Carolyn Burns, écologue néo-zélandaise.
- 4 février : 
  - José Cid, chanteur, pianiste et compositeur portugais.
  - Danielle Décuré, aviatrice française.
- 6 février :
  - Pierre Bourguignon, homme politique français († 27 mars 2019).
  - Fortunato Frezza, cardinal italien de la Curie romaine.
- 7 février :
  - Gareth Hunt, acteur britannique († 14 mars 2007).
  - Bernard Lietaer, économiste et universitaire belge († 4 février 2019).
  - Ivan Mládek, chanteur et comédien tchèque.
- 8 février :
  - Jean Gol, homme politique belge († 17 septembre 1995).
  - François Jauffret, joueur de tennis français.
  - Terry Melcher, musicien et producteur américain († 19 novembre 2004).
- 9 février : Pierre Seron, auteur de bande dessinée belge († 24 mai 2017).
- 10 février : Lawrence Weiner, artiste américain († 2 décembre 2021).
- 11 février : Otis Clay, chanteur américain de soul et de R&B († 8 janvier 2016).
- 13 février :
  - Peter Tork, musicien, auteur-compositeur, pianiste et guitariste et acteur américain († 21 février 2019).
  - Donald E. Williams, astronaute américain († 23 février 2016).
- 14 février : 
  - Ricardo Rodríguez de la Vega, pilote automobile mexicain de Formule 1 († 1er novembre 1962).
  - Roland Giraud, comédien français.
  - Michael Bloomberg, homme d'affaires et homme politique américain.
- 16 février : Ken Broderick, joueur de hockey sur glace canadien († 13 mars 2016).
- 17 février : Dieter Laser, acteur allemand († 29 février 2020).
- 18 février : André Melançon, réalisateur, scénariste et acteur québécois († 23 août 2016).
- 20 février : 
  - Phil Esposito, joueur de hockey sur glace canadien.
  - Mitch McConnell, homme politique américain.
- 22 février :
  - Christine Keeler, danseuse et mannequin britannique († 4 décembre 2017).
  - Luigi Roni, chanteur lyrique italien († 26 mars 2020).
- 24 février : Joseph Lieberman, homme politique et sénateur des États-Unis pour le Connecticut de 1989 à 2013 († 27 mars 2024).
- 25 février : 
  - Pierre Bernard, graphiste français († 23 novembre 2015).
  - Gennady Samosedenko, cavalier soviétique de saut d'obstacles († 29 avril 2022).
- 26 février : 
  - Jozef Adamec, joueur et entraîneur de football slovaque († 24 décembre 2018).
  - Michele Carey, actrice américaine († 21 novembre 2018).
  - Najma Chaudhury, universitaire, femme politique et féministe bangladaise († 8 août 2021).
  - Wolf Gremm, réalisateur et scénariste allemand († 14 juillet 2015).
- 27 février :
  - Robert Grubbs, chimiste américain († 19 décembre 2021).
  - Blandine Verlet, claveciniste et professeure française de clavecin († 30 décembre 2018).
- 28 février : 
  - Brian Jones, musicien multi-instrumentiste britannique († 3 juillet 1969).
  - Oliviero Toscani, photographe italien († 13 janvier 2025).

## Mars
- 1er mars :
  - Gabriel Hudon, canadien, terroriste, membre-fondateur du FLQ († 26 mars 2022).
  - Jörg Jarnut, historien allemand († 6 mars 2023).
  - Atanasie Sciotnic, kayakiste roumain († 5 avril 2017).
- 2 mars :
  - Paul Dearing, joueur de hockey sur gazon australien († 6 avril 2015).
  - John Irving, romancier américain.
  - Luc Plamondon, parolier canadien.
- 3 mars : 
  - Vladimir Kovalionok, cosmonaute soviétique.
  - John Momis, homme d'État et diplomate papou-néo-guinéen.
- 4 mars : Irene Whittome, photographe canadienne.
- 5 mars :
  - Felipe González, président de l'Espagne de 1982 à 1996.
  - Eduardo Martín Toval, homme politique espagnol († 15 janvier 2019).
  - Mike Resnick, auteur américain de romans et nouvelles de science-fiction († 9 janvier 2020).
- 6 mars :
  - Jacques Bonnier, rejoneador français.
  - Norbert Schwientek, acteur allemand  († 22 juin 2011).
- 7 mars : Waiphot Phetsuphan, chanteur pop thaïlandais († 12 janvier 2022).
- 8 mars : Concepción Ramírez, militante pacifiste autochtone guatémaltèque († 10 septembre 2021).
- 9 mars : John Cale, compositeur britannique.
- 13 mars : 
  - Carlos Aníbal Altamirano Argüello, prélat catholique équatorien († 25 septembre 2015).
  - Scatman John, chanteur et pianiste américain souffrant de Bégaiement († 3 décembre 1999).
  - John Mantle, joueur de rugby à XV et rugby à XIII gallois († 18 novembre 2018).
  - Meic Stevens, auteur-compositeur-interprète britannique.
- 14 mars :
  - Eleuterio Fernández Huidobro, ex-dirigeant des Tupamaros et sénateur uruguayen († 5 août 2016).
  - Alain Lequesne, peintre français († 18 juillet 2017).
  - Jerzy Trela, acteur polonais († 15 mai 2022).
  - Rita Tushingham, actrice anglaise.
- 15 mars :
  - Molly Peters, actrice et mannequin britannique] († 30 mai 2017).
  - Pinuccio Sciola, sculpteur italien († 13 mai 2016).
- 16 mars :
  - Jean-Pierre Boccardo, athlète français, spécialiste du 400 mètres († 29 janvier 2019).
  - Josip Gucmirtl, footballeur yougoslave puis croate († 25 novembre 2009).
  - Jerry Jeff Walker, auteur-compositeur-interprète de musique country américain († 23 octobre 2020).
- 17 mars : 
  - Frans Geurtsen, footballeur néerlandais († 12 décembre 2015).
  - John Wayne Gacy, tueur en série américain († 10 mai 1994).
- 18 mars : Albert Van Vlierberghe, coureur cycliste belge († 20 décembre 1991).
- 19 mars : Daniel Soulez Larivière, avocat français († 30 septembre 2022).
- 21 mars : Kóstas Polítis, joueur et entraîneur de basket-ball grec († 18 juin 2018).
- 22 mars : 
  - Alain Gottvallès, nageur français († 29 février 2008).
  - Jorge Ben Jor, chanteur et musicien brésilien.
- 23 mars : Ama Ata Aidoo, écrivaine et dramaturge ghanéenne († 31 mai 2023).
- 25 mars : 
  - Alexis Dipanda Mouelle, premier président de la cour suprême du Cameroun.
  - Aretha Franklin, chanteuse américaine († 16 août 2018).
- 26 mars :
  - François Léotard, homme politique français († 25 avril 2023).
  - Jean-Michel Parasiliti di Para, cryptarque français († 16 décembre 2017).
- 27 mars :
  - Art Evans, acteur américain († 21 décembre 2024).
  - John Sulston, biologiste britannique († 6 mars 2018).
- 28 mars : 
  - Luciano Monari, évêque catholique de Brescia.
  - Conrad Schumann, soldat Est-Allemand, connue comme l'homme sur la photo du Saut vers la liberté († 20 juin 1998).
  - Daniel Dennett, philosophe américain (†19 avril 2024).
- 29 mars : Scott Wilson, acteur américain († 6 octobre 2018).
- 30 mars :
  - Shubbo Shankar, musicien indien († 15 septembre 1992).
  - Kenneth Welsh, acteur canadien († 5 mai 2022).
- 31 mars : Dan Graham, artiste américain († 19 février 2022).

## Avril
- 1er avril :
  - Harry van den Bergh, homme politique néerlandais († 20 mars 2020).
  - Samuel R. Delany, écrivain de science-fiction.
- 2 avril :
  - Casildo João Maldaner, homme politique brésilien († 17 mai 2021).
  - Leon Russell, musicien et auteur-compositeur-interprète américain († 13 novembre 2016).
- 3 avril : Billy Joe Royal, chanteur américain († 6 octobre 2015).
- 4 avril : Michel Fourniret, violeur, pédocriminel et tueur en série français († 10 mai 2021).
- 5 avril :
  - Pascal Couchepin, homme politique et conseiller fédéral suisse.
  - Peter Greenaway, réalisateur britannique.
  - Alain Pompidou, biologiste et homme politique français († 12 décembre 2024).
- 6 avril : Anita Pallenberg, mannequin, actrice et styliste de mode italo-allemande († 13 juin 2017).
- 7 avril : Mireille Cébeillac-Gervasoni, historienne française († 29 mars 2017).
- 8 avril : Douglas Trumbull, réalisateur, producteur de cinéma et scénariste américain († 7 février 2022).
- 9 avril : 
  - Carlos Corbacho Román, matador espagnol.
  - Brandon de Wilde, acteur américain († 6 juillet 1972).
  - Mario Teran, militaire bolivien († 10 mars 2022).
- 10 avril :
  - Nick Auf Der Maur, journaliste canadien († 7 avril 1998).
  - Erden Kiral, réalisateur turc († 17 juillet 2022).
- 11 avril : 
  - Anatoli Berezovoï, cosmonaute soviétique puis russe († 20 septembre 2014).
  - Paulin J. Hountondji, philosophe et homme politique béninois († 2 février 2024).
- 12 avril :
  - Bill Bryden, réalisateur et scénariste britannique († 5 janvier 2022).
  - Ellen Meiksins Wood, historienne marxiste américaine († 14 janvier 2016).
  - Bruce Myers, acteur et metteur en scène britannique († 15 avril 2020).
  - Ni Chih-Chin, athlète chinois, spécialiste du saut en hauteur.
  - Jacob Zuma, homme d'État sud-africain.
  - Carlos Reutemann, pilote automobile argentin († 7 juillet 2021).
- 13 avril : Bill Conti, compositeur de musiques de films italo-américain.
- 14 avril :
  - Margaret Alva, femme politique indienne.
  - Valentin Lebedev, cosmonaute soviétique.
- 15 avril :
  - Michel Dubost, évêque catholique français, évêque d'Évry.
  - Guennadi Tsygourov, joueur et entraîneur de hockey sur glace soviétique puis russe († 14 décembre 2016).
  - 16 avril : Frank Williams, directeur sportif et homme d'affaires britannique († 28 novembre 2021).
- 17 avril :
  - Katia Krafft, volcanologue française († 3 juin 1991).
  - Moishe Postone, professeur d'histoire canadien († 19 mars 2018).
  - Buster Williams, contrebassiste de jazz américain.
- 18 avril : Seymour Stein, producteur de musique américain († 2 avril 2023).
- 20 avril :
  - Zofia Golubiew, historienne de l'art et muséologue polonaise († 9 mars 2022).
  - Arto Paasilinna, écrivain, journaliste et poète finlandais († 15 octobre 2018).
- 24 avril : 
  - Bill Moon, ingénieur et contrôleur de vol américain.
  - Barbra Streisand, chanteuse américaine.
- 25 avril : Serge Thion, sociologue français († 15 octobre 2017).
- 26 avril :
  - Sharon Carstairs, politicienne et sénatrice canadienne.
  - Bobby Rydell, chanteur américain († 5 avril 2022).
- 27 avril :
  - Valeri Polyakov, cosmonaute soviétique puis russe († 19 septembre 2022).
  - John Shrapnel, acteur britannique † 14 février 2020).
- 28 avril : 
  - Larbi Louazani, musicien et chanteur algérien dans le style Gharnati († 8 octobre 1984).
  - Francisco Rico, professeur espagnol († 27 avril 2024).
- 30 avril : Martine Époque, professeure de danse et chorégraphe canadienne († 18 janvier 2018).

## Mai
- 2 mai :
  - Wojciech Pszoniak, acteur polonais († 19 octobre 2020).
  - Jacques Rogge, chirurgien orthopédiste belge et président du Comité international olympique († 29 août 2021).
  - Jacques Sandron, dessinateur de bande dessinée belge († 18 février 2019).
- 3 mai : Věra Čáslavská, gymnaste tchécoslovaque († 30 août 2016).
- 5 mai : Tammy Wynette, chanteuse américaine de country music († 6 avril 1998).
- 6 mai : Mark Steiner, philosophe israélien († 6 avril 2020).
- 8 mai :
  - Peter Corris, universitaire, historien, journaliste et romancier australien († 30 août 2018).
  - Luis Gámir, universitaire, haut fonctionnaire et homme politique espagnol († 15 janvier 2017).
  - Robert Ghanem, homme politique libanais († 10 février 2019).
  - Adamou Ndam Njoya, écrivain et homme politique camerounais († 7 mars 2020).
  - Terry Neill, footballleur nord-irlandais († 28 juillet 2022).
- 9 mai : 
  - Tommy Roe, chanteur américain de pop music.
  - David Gergen, conseiller politique américain et analyste politique († 10 juillet 2025).
- 10 mai :
  - Gilbert Aubry, évêque catholique français, évêque de Saint-Denis de La Réunion.
  - Bob Ellis, acteur, réalisateur et scénariste australien († 3 avril 2016).
  - Ingram Marshall, compositeur américain de musique contemporaine († 31 mai 2022).
- 12 mai :
  - Michel Fugain, chanteur compositeur et interprète français.
  - Carillo Gritti, prélat et missionnaire catholique italien († 9 juin 2016).
  - Abderrahmane Meziani, footballeur algérien († 2 juin 2016).
- 13 mai :
- Eve Babitz, écrivaine américaine († 17 décembre 2021).
  - Vladimir Djanibekov, cosmonaute ukrainien.
  - Richard Patten, homme politique canadien († 31 décembre 2021).
- 15 mai :
  - Anthony W. England, astronaute américain.
  - Jacques Henry, pilote de rallye automobile français († 19 novembre 2016).
  - Dieter Kurrat, footballeur et entraîneur allemand († 27 octobre 2017).
  - Barnabas Sibusiso Dlamini, homme d'État swazilandais († 28 septembre 2018).
- 17 mai :
  - Taj Mahal, musicien américain.
  - Philippe Gondet, footballeur français († 21 janvier 2018).
- 18 mai : Michel Pinçon, sociologue français († 26 septembre 2022).
- 19 mai :
  - Alain Billon, homme politique français († 5 octobre 2017).
  - Flemming Quist Moller, réalisateur, scénariste, acteur et écrivain danois († 31 janvier 2022).
- 20 mai : Hubert Haenel, homme politique français († 10 août 2015).
- 21 mai :
  - Gilbert Meynier, historien français († 13 décembre 2017).
  - Danny Ongais, pilote automobile américain († 26 février 2022).
  - Robert Clyde Springer, astronaute américain.
- 22 mai : Theodore Kaczynski surnommé «Unabomber», activiste anarcho-écologiste, néo-luddiste et terroriste américain († 10 juin 2023).
- 23 mai : Milutin Mrkonjic, homme politique yougoslave puis serbe († 27 novembre 2021).
- 24 mai :
  - Moncef Lazaâr, acteur, scénariste et homme de théâtre tunisien († 25 novembre 2018).
  - Hannu Mikkola, pilote de rallye finlandais († 26 février 2021).
  - James Fraser Stoddart, chimiste écossais († 30 décembre 2024).
- 26 mai : Uta Levka, actrice allemande.
- 27 mai : Gerhard Mair, footballeur autrichien († 15 avril 2004).
- 29 mai : Kevin Conway, acteur et réalisateur américain († 5 février 2020).
- 31 mai : Ron Bonham, basketteur américain († 16 avril 2016).

## Juin
- 1er juin : Alberto Radius, chanteur italien († 16 février 2023).
- 3 juin : Curtis Mayfield, chanteur et musicien américain († 26 décembre 1999).
- 4 juin : Michel Lessard, historien de l'art et scénariste canadien († 5 avril 2022).
- 5 juin :
  - Teodoro Obiang Nguema Mbasogo, militaire et homme d'État équatoguinéen, président de la République de Guinée équatoriale depuis 1979.
  - Max Berrú, musicien équatorien et chilien († 1er mai 2018).
  - Luciano Canfora, historien, philologue et universitaire italien, spécialiste de l'Antiquité.
  - Michel Bounan, médecin et essayiste français († 11 novembre 2019).
  - Bernard Piras, homme politique français († 1er février 2016).
- 6 juin :
  - Mario Chaldú, footballeur international argentin († 2 avril 2020).
  - Norberto Rivera Carrera, cardinal mexicain, archevêque de Mexico.
- 7 juin :
  - Gary Burger, musicien américain († 14 mars 2014).
  - Anneke Grönloh, chanteuse néerlandaise († 14 septembre 2018).
  - Patrick Le Lay, ingénieur et cadre dirigeant français († 18 mars 2020).
- 8 juin : 
  - Byun Hee-bong, acteur sud-coréen († 18 septembre 2023).
  - Natalia Koudreva, joueuse soviétique de volley-ball.
  - Brigitte Lainé, archiviste et historienne de l'art française († 2 novembre 2018).
- 9 juin :
  - Michel Cazenave, philosophe, homme de radio et écrivain français († 20 août 2018).
  - Mona Sulaiman, athlète philippine († 21 décembre 2017).
- 10 juin :
  - Hiroshi Nakai, homme politique japonais († 22 avril 2017).
  - Petr Klimouk, cosmonaute soviétique.
  - Preston Manning, fondateur et chef du Parti réformiste du Canada et l'Alliance canadienne.
  - Chantal Goya, chanteuse et actrice française.
- 12 juin : André Altuzarra, footballeur français († 17 décembre 1967).
- 15 juin : Ian Greenberg, homme d'affaires canadien († 10 janvier 2022).
- 16 juin :
  - Gilbert Béréziat, scientifique, chercheur et enseignant en biochimie et biologie moléculaire français († 3 février 2019).
  - Jaime Morey, chanteur espagnol († 7 juillet 2015).
- 17 juin : Rafael Santos, footballeur argentin († 19 juillet 2017).
- 18 juin : 
  - Paul McCartney, chanteur et bassiste britannique du groupe The Beatles.
  - Thabo Mbeki, homme politique sud-africain.
  - Guy Péqueux, peintre et lithographe français († 7 janvier 2021).
- 19 juin :
  - Mouammar Kadhafi, homme d'État libyen († 20 octobre 2011).
  - Bernard Zitzermann, directeur de la photographie français († 1er février 2018).
- 20 juin :
  - Homayoon Behzadi, footballeur iranien († 22 janvier 2016).
  - Raphaël Rebibo, réalisateur, scénariste et producteur de cinéma franco-israélien.
  - Monique Cerisier-ben Guiga, femme politique française († 9 mai 2021).
  - Brian Wilson, bassiste américain († 11 juin 2025).
- 21 juin : 
  - Alfred Gomolka, homme politique allemand († 24 mars 2020).
  - Flaviano Vicentini, coureur cycliste italien († 31 décembre 2002).
  - Togo West, homme politique américain († 8 mars 2018).
- 24 juin :
  - Eduardo Frei Ruiz-Tagle, homme d'État chilien, président de la République du Chili.
  - Colin Groves, spécialiste d'anthropologie biologique australien († 30 novembre 2017).
  - Michele Lee, actrice, chanteuse et productrice américaine.
- 25 juin : 
  - Joe Chambers, batteur de jazz américain.
  - Bengt Johansson, joueur puis entraîneur de handball suédois († 8 mai 2002).
  - Volker David Kirchner, compositeur et altiste allemand († 4 février 2020).
  - Luis Pedro Santamarina, coureur cycliste espagnol († 6 février 2017).
  - Michel Tremblay, écrivain.
- 26 juin : Gilberto Gil, chanteur brésilien.
- 27 juin :
  - Ute Bock, éducatrice autrichienne († 19 janvier 2018).
  - Antonio Munguía, footballeur mexicain († 8 janvier 2018).
  - Jérôme Savary, metteur en scène français († 4 mars 2013).
- 29 juin : Jon Barwise, mathématicien, philosophe et logicien américain († 5 mars 2000).
- 30 juin : 
  - Hermann Hunger, assyriologue autrichien.
  - Jean-Baptiste Ouédraogo, médecin militaire et homme d'État burkinabé, chef d'État de la République de Haute-Volta.
- vers juin : Mouammar Kadhafi, militaire, homme d'État et dictateur libyen de 1969 à 2011 († 20 octobre 2011).

## Juillet
- 1er juillet :
  - Ezzat Ibrahim al-Douri, général et homme d'État irakien († 26 octobre 2020).
  - Geneviève Bujold, actrice canadienne.
  - Wim T. Schippers, artiste néerlandais.
  - Andraé Crouch, chanteur, auteur-compositeur, arrangeur, musicien, réalisateur artistique de gospel et pasteur protestant américain († 8 janvier 2015).
  - Karl-Heinz Henrichs, coureur cycliste allemand († 3 avril 2008).
- 2 juillet : 
  - Vicente Fox, président du Mexique de 2000 à 2006.
  - Picha, dessinateur, scénariste et réalisateur de films d'animation belge.
- 3 juillet : 
  - René André, homme politique français.
  - Hans-Georg Dorendorf, homme politique allemand († 23 novembre 1998).
  - Eddy Mitchell, chanteur, parolier et acteur français.
- 4 juillet : Stefan Meller, historien et politicien polonais († 4 février 2008).
- 5 juillet : 
  - Namgyal Lhamo Taklha, femme politique et de lettres tibétaine.
  - Hannes Löhr, joueur et entraîneur de football allemand († 29 février 2016).
  - Gianfranco Ghirlanda, cardinal italien de la Curie romaine.
- 7 juillet :
  - Roberto Altmann, peintre d’origine cubaine.
  - Juan Luis Martínez, chef d'orchestre et musicologue chilien († 29 mars 1993).
  - Michael Ogio, homme politique papou-néo-guinéen († 18 février 2017).
  - Anthony B. Richmond, directeur de la photographie britannique.
- 8 juillet : Virginie Pradal, actrice de télévision, de théâtre et de cinéma française.
- 9 juillet : Richard Roundtree, acteur américain († 24 octobre 2023).
- 10 juillet :
  - Ronnie James Dio, chanteur et auteur-compositeur américain († 16 mai 2010).
  - Roger Duffez, footballeur français († 24 mars 2012).
  - Lopo do Nascimento, homme d'État angolais.
  - Sixto Diaz Rodriguez, chanteur américain († 10 août 2023).
  - Orri Vigfússon, entrepreneur et environnementaliste islandais († 2 juillet 2017).
- 11 juillet :
  - Len Hauss, joueur américain de football américain († 15 décembre 2021).
  - Tomasz Stańko, trompettiste de jazz polonais († 29 juillet 2018).
- 13 juillet : 
  - Harrison Ford, acteur américain.
  - Tom Palmer, dessinateur et encreur de bande dessinée américain († 18 août 2022).
  - Yueh Hua, acteur hongkongais († 20 octobre 2018).
- 16 juillet : Frank Field, politicien britannique († avril 2024).
- 17 juillet :
  - Georges Calmettes, footballeur français († 13 mai 2010).
  - Connie Hawkins, joueur de basket-ball américain († 6 octobre 2017).
- 20 juillet : 
  - Bang Young-ung, écrivain sud-coréen († 31 août 2022).
  - Pete Hamilton, pilote de NASCAR américain († 22 mars 2017).
  - Yves Mourousi, journaliste de télévision français († 7 avril 1998).
- 21 juillet : Marcel Hénaff, philosophe et anthropologue français († 11 juin 2018).
- 22 juillet :
  - Toyohiro Akiyama, premier spationaute japonais.
  - Laila Freivalds, femme politique suédoise.
  - Anita Neville, femme politique provenant du Manitoba.
- 23 juillet : Fredi, chanteur, acteur et présentateur de télévision finnois († 24 avril 2021).
- 25 juillet :
  - Noël De Pauw, coureur cycliste belge († 12 avril 2015).
  - Morio Matsui, peintre japonais († 30 mai 2022).
- 27 juillet :
  - Édith Butler, chanteuse acadienne.
  - Élie Cester, joueur de rugby à XV français († 3 janvier 2017).
- 28 juillet : 
  - Neilia Hunter, première épouse de Joe Biden († 18 décembre 1972).
  - Kaari Utrio, écrivaine et historienne finlandaise.
- 31 juillet : 
  - Modibo Keïta, homme politique malien († 2 janvier 2021).
  - Jean Bernabé, écrivain et linguiste français  († 12 avril 2017).

## Août
- 1er août :
  - Jacques Leibowitch, médecin clinicien français († 4 mars 2020).
  - Abdur Razzaq, homme politique bangladais († 23 décembre 2011).
  - Tony Roman, chanteur canadien († 8 juin 2007).
- 2 août :
  - Roland Agret, français victime d'une erreur judiciaire († 18 septembre 2016).
  - Isabel Allende, écrivaine chilienne naturalisée américaine d'expression espagnole.
  - Gilbert Robin, footballeur français († 23 avril 2002).
- 3 août : Jaroslav Holík, joueur et entraîneur de hockey sur glace tchécoslovaque († 17 avril 2015).
- 4 août :
  - Bernard Barsi, français, archevêque de Monaco († 28 décembre 2022).
  - Rod Daniel, réalisateur américain († 16 avril 2016).
  - Don S. Davis, acteur américain († 29 juin 2008).
- 5 août : Kazimierz Barburski, escrimeur polonais († 26 mai 2016).
- 7 août :
  - Masa Saito, catcheur japonais († 14 juillet 2018).
  - Phillip Mann, écrivain britannique de science-fiction († 1er septembre 2022).
  - Jacques Masdeu-Arus, homme politique français († 4 novembre 2018).
  - Christophe Mboso N'Kodia Pwanga, homme politique congolais.
- 8 août : Balbir Singh, joueur de hockey sur gazon indien († 28 février 2020).
- 9 août :
  - Jack DeJohnette, batteur et pianiste de jazz américain.
  - Katsuhikari Toshio, sumotori japonais († 1er janvier 2018).
  - Pierre Théberge, historien de l'art et administrateur public canadien († 5 octobre 2018).
- 10 août :
  - Mounira Maya Charrad, sociologue franco-tunisienne.
  - Jean-Jacques Delvaux, homme politique français († 6 juin 2017).
  - Bob Runciman, chef du Parti progressiste-conservateur de l'Ontario par intérim.
- 12 août : Zoltán Szarka, footballeur hongrois († 18 avril 2016).
- 13 août : 
  - Robert L. Stewart, astronaute américain.
  - Hissène Habré, homme d'État tchadien († 24 août 2021).
- 14 août : Shahid Qadri, poète et écrivain bangladais († 28 août 2016).
- 15 août : Franco Mimmi, écrivain italien.
- 16 août :
  - John Challis, acteur britannique († 19 septembre 2021).
  - Marc Moulin, pianiste, compositeur, animateur et producteur radio, humoriste, chroniqueur et touche-à-tout belge († 26 septembre 2008).
- 17 août : John Tyrrell, musicologue britannique († 4 octobre 2018).
- 18 août : Michel Kafando, diplomate burkinabé.
- 19 août :
  - Jean-Paul Fitoussi, économiste français († 15 avril 2022).
  - Fred Thompson, avocat et acteur américain († 1er novembre 2015).
- 20 août :
  - Cho Se-hui, auteur sud-coréen († 25 décembre 2022).
  - Isaac Hayes, chanteur, producteur, compositeur soul et acteur américain († 10 août 2008).
  - Jean-Yves Liénard, avocat français († 9 octobre 2018).
  - Göran Nicklasson, footballeur suédois († 27 janvier 2018).
  - John Van Rymenant, musicien belge († 8 novembre 2018).
- 21 août : Georges Corbel, joueur de hockey sur gazon français († 18 février 2015).
- 22 août : Felipe Quispe, homme politique bolivien († 19 janvier 2021).
- 24 août : Gary Filmon, premier ministre du Manitoba de 1988 à 1999.
- 25 août : 
  - Ivan Koloff, catcheur canadien († 18 février 2017).
  - Pauline Maata Nkumu wa Bowango Anganda Diono, femme politique congolaise.
- 26 août :
  - John E. Blaha, astronaute américain.
  - Claude Péloquin, poète, écrivain, chanteur, scénariste et réalisateur canadien († 25 novembre 2018).
  - Roland Pierroz, cuisinier suisse († 6 ou 7 avril 2015).
- 27 août : Tom Belsø, pilote automobile danois († 11 janvier 2020).
- 28 août : 
  - Giacomo Caliendo, magistrat et homme politique italien.
  - Jorge Urosa, cardinal vénézuélien († 23 septembre 2021).
  - José Eduardo dos Santos, homme d'État angolais († 8 juillet 2022).
- ? : août : Chen Zhongshi, écrivain chinois († 29 avril 2016).

## Septembre
- 2 septembre : Joseph Fafard, sculpteur canadien-français († 16 mars 2019).
- 3 septembre : Bernadette Suau, archiviste paléographe française († 8 décembre 2013).
- 5 septembre :
  - Denise Fabre, présentatrice de télévision et speakerine française.
  - Werner Herzog, réalisateur allemand.
  - Eugeniusz Geno Malkowski, peintre polonais († 20 août 2016).
- 8 septembre : Bapuwa Mwamba, journaliste congolais († 8 juillet 2006).
- 9 septembre : Ted Herold, chanteur allemand († 20 novembre 2021).
- 11 septembre : François Lunven, graveur, dessinateur et peintre français († 19 octobre 1971).
- 12 septembre :
  - Michel Drucker, présentateur de télévision français.
  - James Makumbi, médecin et homme politique ougandais († 8 janvier 2018).
  - Dominique Noguez, écrivain et critique cinématographique français († 15 mars 2019).
- 13 septembre :
  - André Cristol, footballeur et entraîneur français († 5 avril 2020).
  - Béla Károlyi, entraîneur de gymnastique roumain († 15 novembre 2024).
  - Vladislav Zolotaryov, compositeur et bayaniste soviétique († 13 mai 1975).
- 14 septembre : Marc Kanyan Case, footballeur puis homme politique français († 6 janvier 2023).
- 15 septembre :
- Emmerson Mnangagwa, deuxième président du Zimbabwe depuis 2017.
- Jim Parrott, cardiologue et homme politique canadien († 4 octobre 2016).
- 18 septembre : 
  - Maria Dzielska, historienne polonaise († 30 juillet 2018).
  - Wolfgang Schäuble, homme d'État allemand († 26 décembre 2023).
- 20 septembre : Rose Rogombé, femme d'État gabonaise († 10 avril 2015).
- 21 septembre : U Roy, musicien jamaïcain († 18 février 2021).
- 22 septembre :
  - Marlena Shaw, chanteuse américaine († 19 janvier 2024).
  - David Stern, avocat et entrepreneur américain († 1er janvier 2020).
- 23 septembre : 
  - Jeremy Steig, flûtiste de jazz américain († 13 avril 2016).
  - Sila María Calderón, femme politique portoricaine.
- 25 septembre :
  - Henri Pescarolo, coureur automobile français.
  - John Taylor, pianiste de jazz britannique († 18 juillet 2015).
- 27 septembre : 
  - Bernard Morteyrol, peintre français († 20 novembre 2019).
  - Juma Mwapachu, homme politique tanzanien († 28 mars 2025).
- 28 septembre :
  - Pierre Clémenti, acteur français († 27 décembre 1999).
  - François Tamba Ndembe, sculpteur congolais († 18 septembre 2006).
- 29 septembre : 
  - Yves Rénier, acteur, réalisateur et scénariste français  († 24 avril 2021).
  - Ian McShane, acteur, producteur et réalisateur britannique.
- 30 septembre : Sture Pettersson, coureur cycliste suédois († 26 juin 1983).

## Octobre
- 1er octobre : 
  - Jean-Pierre Jabouille, coureur automobile F1 français († 2 février 2023).
  - Giuseppe Bertello, archevêque italien, président du Gouvernorat de l'État de la Cité du Vatican et de la Commission pontificale pour l'État de la Cité du Vatican depuis octobre 2011.
  - Constantin Frățilă, footballeur roumain († 21 octobre 2016).
  - Eugenia Kalnay, météorologue argentine († 14 août 2024).
- 2 octobre : 
  - Renato Turano, homme politique italo-américain († 5 décembre 2021).
  - Sophia Yilma, femme politique éthiopienne.
- 3 octobre : Roberto Perfumo, footballeur argentin († 10 mars 2016).
- 4 octobre :
  - Alain Devaquet, chimiste et homme politique français († 19 janvier 2018).
  - Jóhanna Sigurðardóttir, femme d'État islandaise, première ministre de l'Islande de 2009 à 2013.
  - Yves Yersin, réalisateur et producteur de télévision suisse († 15 novembre 2018).
- 5 octobre : Tom Lazarus, scénariste, réalisateur et producteur américain.
- 6 octobre : 
  - Britt Ekland, actrice suédoise.
  - Fred Travalena, acteur américain († 28 juin 2009).
  - Klaus-Dieter Seehaus, footballeur allemand qui a pratiqué son sport en Allemagne de l'Est († 10 février 1996).
- 7 octobre : Melinda O. Fee, actrice américaine († 24 mars 2020).
- 9 octobre : François Bonnemain, journaliste multimédias français († 27 avril 2022).
- 10 octobre : Wojtek Siudmak, peintre hyperréaliste d'origine polonaise.
- 11 octobre : Amitabh Bachchan, acteur indien.
- 12 octobre :
  - Tiburce Darou, préparateur physique français († 2 juillet 2015).
  - Daliah Lavi, actrice et chanteuse israélienne] († 3 mai 2017).
  - Paolo Gioli, peintre, photographe et réalisateur italien († 28 janvier 2022).
- 13 octobre : 
  - Bob Bailey, joueur de baseball américain († 9 janvier 2018).
  - Pamela Tiffin, actrice américaine († 2 décembre 2020).
- 15 octobre : Éric Charden, auteur-compositeur et chanteur français († 29 avril 2012).
- 18 octobre : Bernard Volker, journaliste français.
- 20 octobre :
  - Christiane Nüsslein-Volhard, généticienne allemande.
  - Gérard Welter, designer automobile français († 31 janvier 2018).
  - Bart Zoet, coureur cycliste néerlandais († 13 mai 1992).
- 21 octobre :
  - Paula Kelly, actrice, chanteuse, danseuse et chorégraphe américaine († 8 février 2020).
  - Roland Mahauden, acteur, documentariste, réalisateur et metteur en scène belge († 9 novembre 2018).
- 22 octobre : Pedro Morales, catcheur portoricain († 12 février 2019).
- 23 octobre : Michael Crichton, écrivain, scénariste et réalisateur américain († 4 novembre 2008).
- 24 octobre :
  - Margaret Blye, actrice américaine († 24 mars 2016).
  - Frank Delaney, écrivain, journaliste et animateur irlandais († 22 février 2017).
- 25 octobre : Gloria Katz, scénariste et productrice américaine († 25 novembre 2018).
- 26 octobre :
  - Marie-Thérèse Bruguière, femme politique française.
  - Mohamed Khan, réalisateur égyptien († 26 juillet 2016).
  - Bob Hoskins, acteur et réalisateur britannique († 29 avril 2014).
- 27 octobre : Philip Catherine, guitariste de jazz belge.
- 29 octobre : Bob Ross, artiste peintre et animateur de télévision américain († 4 juillet 1995).
- 30 octobre : Sophie Body-Gendrot, sociologue française († 21 septembre 2018).
- 31 octobre :
  - Alí Primera, auteur-compositeur et chanteur vénézuélien († 16 février 1985).
  - David Ogden Stiers, acteur américain († 3 mars 2018).

## Novembre
- 1er novembre : 
  - Ralph Klein, journaliste et homme politique, premier ministre de l'Alberta († 29 mars 2013).
  - Marcia Wallace, actrice américaine († 26 octobre 2013).
  - Larry Flynt, homme d'affaires et éditeur américain († 18 avril 2018).
- 2 novembre :
  - Stefanie Powers, actrice américaine.
  - Andy Rihs, homme d'affaires suisse († 27 août 2006).
- 4 novembre :
  - Paul Gutty, coureur cycliste français († 27 août 2006).
  - Silvano Schiavon, coureur cycliste italien († 24 octobre 1977).
  - Setsuko Yoshida, joueuse japonaise de volley-ball († 26 octobre 2014).
- 5 novembre :
  - Percy Hobson, athlète de sauts en hauteur australien († 4 janvier 2022).
  - Elias Tolentino, joueur de basket-ball philippin († 19 novembre 2017).
- 6 novembre : Michaël Herman, mathématicien franco-américain ((† 2 novembre 2000).
- 7 novembre : 
  - André Vingt-Trois, cardinal français, archevêque de Paris († 18 juillet 2025).
  - Alexeï Parchine, mathématicien russe spécialiste de théorie des nombres et de géométrie algébrique († 18 juin 2022).
  - Khemaïs Chammari, homme politique, défenseur des droits de l'homme et diplomate tunisien Kaïs († 1er janvier 2024).
- 8 novembre :
  - Michel Houel, homme politique français († 30 novembre 2016).
  - Jean-Yves Petiteau, sociologue français († 13 février 2015).
  - 9 novembre : Tom Weiskopf, golfeur américain († 20 août 2022).
- 10 novembre :
  - Rūsiņš Mārtiņš Freivalds, informaticien et mathématicien letton († 4 janvier 2016).
  - Hans-Rudolf Merz, homme politique suisse, conseiller fédéral.
- 11 novembre : Charles Konan Banny, homme politique ivoirien († 10 septembre 2021).
- 12 novembre : Jean Bengué, joueur de basket-ball et homme politique centrafricain († 27 avril 2015).
- 15 novembre :
  - Daniel Barenboim, chef d'orchestre et pianiste argentin et israélien.
  - Josaphat-Robert Large, poète et romancier haïtien († 28 octobre 2017).
- 17 novembre :
  - Hans Jansen, politicien et écrivain néerlandais († 5 mai 2015).
  - Kang Kek Ieu, khmer rouge († 2 septembre 2020).
  - Martin Scorsese, réalisateur américain.
- 19 novembre : Calvin Klein, couturier américain.
- 20 novembre : 
  - Ray Bonin, politicien canadien.
  - Joe Biden, homme d'État américain, 46e président des États-Unis d'Amérique depuis 2021.
  - Bob Einstein, acteur, scénariste, producteur et réalisateur américain († 2 janvier 2019).
- 21 novembre : Al Matthews, acteur et auteur-compositeur-interprète américain († 22 septembre 2018).
- 22 novembre :
  - Jean-Claude Barran, homme politique français († 7 juillet 2015).
  - Guion Bluford, astronaute américain.
- 23 novembre : 
  - Susan Anspach, actrice américaine († 2 avril 2018).
  - David Bramwell, botaniste britannique († 20 janvier 2022).
- 24 novembre : 
  - Tim Hector, homme politique antiguais († 12 novembre 2002).
  - Jean Ping, diplomate et homme politique gabonais.
- 26 novembre :
  - Olivia Cole, actrice américaine († 19 janvier 2018).
  - Blackjack Mulligan, catcheur professionnel, auteur et footballeur américain († 7 avril 2016).
- 27 novembre :
  - Henry Carr, athlète américain et joueur de football américain († 29 mai 2015).
  - Stephen Fienberg, statisticien américain († 14 décembre 2016).
  - Jimi Hendrix, guitariste américain († 18 septembre 1970).
  - Peter Thompson, footballeur britannique († 31 décembre 2018).
- 28 novembre : Claude Haldi, pilote automobile suisse († 25 décembre 2017).
- 29 novembre : Reinhold Durnthaler, bobeur autrichien († 23 octobre 2017).
- 30 novembre :
  - Rafael Andia, guitariste français.
  - André Brahic, astrophysicien français († 15 mai 2016).

## Décembre
- 1er décembre :
  - John Clauser, physicien américain.
  - Thompson Mann, nageur américain († 4 avril 2019).
- 2 décembre :
- Vicente López Carril, coureur cycliste espagnol († 29 mars 1980).
- Jean-Pierre Corteggiani, égyptologue français († 15 mars 2022).
- 4 décembre : André Laignel, homme politique français.
- 5 décembre : Bryan Murray, entraîneur de hockey sur glace canadien († 12 août 2017).
- 6 décembre : Chelsea Brown, actrice américaine († 27 mars 2017).
- 7 décembre : Alex Johnson, joueur de baseball américain († 28 février 2015).
- 8 décembre : Toots Hibbert, musicien jamaïcain († 11 septembre 2020).
- 9 décembre : Alex Gilady, journaliste et dirigeant sportif israélien († 13 avril 2022).
- 10 décembre : 
  - J. Alexander Baumann, homme politique suisse († 2 février 2022).
  - Jo Jo Hoo Kim, producteur de reggae jamaïcain † 20 septembre 2018).
- 11 décembre :
  - Derek Parfit, philosophe britannique († 1er janvier 2017).
  - Ananda Shankar, chanteur et musicien indien († 26 mars 1999).
- 12 décembre :
  - Gérard Filippelli, acteur, compositeur, scénariste et producteur français († 30 mars 2021).
  - Fatma Girik, actrice, animatrice de télévision et femme politique turque († 24 janvier 2022).
  - Zoï Láskari, actrice grecque († 18 août 2017).
- 13 décembre : Ferguson Jenkins, joueur de baseball canadien.
- 14 décembre : Juan Diego, acteur espagnol († 28 avril 2022).
- 15 décembre : Driss Bamous, footballeur marocain († 16 avril 2015).
- 16 décembre : Luis Álvaro de Oliveira Ribeiro, homme d'affaires et dirigeant de football brésilien  († 16 août 2016).
- 17 décembre : 
  - Muhammadu Buhari, homme d'État nigérian († 13 juillet 2025).
  - Toni Iordache, musicien roumain († février 1988).
- 18 décembre : Harvey Atkin, acteur canadien († 17 juillet 2017).
- 19 décembre : 
  - John Godfrey, politicien canadien.
  - Gene Okerlund, commentateur de catch, annonceur et interviewer américain († 2 janvier 2019).
  - Rufus, comédien et humoriste français.
- 20 décembre : Rana Bhagwandas, juge pakistanais († 23 février 2015).
- 22 décembre :
  - Yasuyuki Kuwahara, footballeur japonais († 1er mars 2017).
  - Antonio Martino, universitaire et homme politique italien († 5 mars 2022).
- 23 décembre : Véronique Schiltz, archéologue et historienne de l'art française († 4 février 2019).
- 24 décembre : Hédi M'henni, homme politique tunisien († 9 juillet 2024).
- 25 décembre :
  - Linda Coffee, avocate américaine.
  - Françoise Dürr, joueuse de tennis française.
- 26 décembre :
  - Xavier Delalande, cavalier français.
  - Alain Plantefol, joueur de rugby à XV français († 23 juin 2022).
- 27 décembre :
  - Charmian Carr, actrice américaine († 17 septembre 2016).
  - Thomas Menino, homme politique américain († 30 octobre 2014).
- 28 décembre : 
  - Benoît Allemane, acteur et doubleur français († 5 janvier 2024)
  - Allan Harris, joueur et entraîneur de football britannique († 23 novembre 2017).
  - Mohamed Kacimi, peintre marocain († 27 octobre 2003).
  - Michèle Perello, actrice († février 1988).
  - Dino Tavarone, acteur québécois d’origine italienne.
- 29 décembre :
  - Rick Danko, chanteur († 10 décembre 1999).
  - Rajesh Khanna, acteur, producteur de film et homme politique indien († 18 juillet 2012).
- 30 décembre :
  - Fred Ward, acteur américain († 8 mai 2022)
  - Jean-Claude Barclay, joueur de tennis français.
  - Ahmed Mohamed ag Hamani, homme politique malien.
  - Brandon Carter, physicien théoricien britannique.
  - Michael Nesmith, musicien, producteur, acteur, scénariste et réalisateur américain († 10 décembre 2021).
  - Aníbal Ruiz, entraîneur de football uruguayen († 10 mars 2017).
- 31 décembre : Andy Summers, guitariste du groupe The Police.

## Date précise inconnue
- Moustapha Alassane, réalisateur, acteur et scénariste nigérien († 17 mars 2015).
- Carmen Bourassa, productrice de télévision canadienne († 25 décembre 2021).
- Josefina Chantre, militante pour l'indépendance du Cap-Vert.
- Paul Denis, homme politique haïtien († 11 mars 2024).
- Mountaga Diallo, officier général et diplomate sénégalais († 4 septembre 2017).
- Đỗ Quang Em, peintre vietnamien († 3 août 2021).
- Jackson Kasanga Mulwa, homme politique kényan († 16 mars 2015).
- Suzan Emine Kaube, femme de lettres, peintre et pédagogue turco-allemande.
- Salah Aboud Mahmoud, militaire et homme politique irakien († 21 juin 2024).
- Mathabiso Lepono, femme politique lésothienne, ministre.
- Abdelkebir M'Daghri Alaoui, avocat, professeur, juriste et homme politique marocain († 19 août 2017).
- Morio Matsui, peintre japonais († 30 mai 2022).
- Anne Pauzé, actrice québécoise († 10 février 2015).
- Angela Ricci Lucchi, peintre et réalisatrice italienne († 28 février 2018).
- Zoulikha Abou Richa, poétesse et féministe jordanienne.
- Ronald Thibert, sculpteur et professeur d'art québécois († 31 mars 2016).
- Ernest Wamba dia Wamba, homme politique congolais († 15 juillet 2020).